# Paulo Andrioli
Paulo Henrique Andrioli, mais conhecido como Paulo Andrioli ou Paulinho Andrioli (Novo Hamburgo, 23 de fevereiro de 1968), é um ex-futebolista brasileiro que atuava como meia esquerdo.

## Dirigente
Em 2011, foi contratado como Diretor de Futebol do Botafogo (SP), onde trabalhou de junho a setembro.

## Títulos
Fluminense
- Taça Rio: 1990

Lugano
- Copa da Suíça: 1993

### Individuais
- Ionikos: Considerado como o segundo melhor jogador da história do clube.